# Draba violacea
Draba violacea är en korsblommig växtart som beskrevs av Alexander von Humboldt, Aimé Bonpland och Dc. Draba violacea ingår i släktet drabor, och familjen korsblommiga växter. IUCN kategoriserar arten globalt som akut hotad. Inga underarter finns listade i Catalogue of Life.